# Arthrolips obscura
Arthrolips obscura är en skalbaggsart som först beskrevs av Sahlberg 1833.  Arthrolips obscura ingår i släktet Arthrolips, och familjen punktbaggar. Enligt den finländska rödlistan är arten nationellt utdöd i Finland. Enligt den svenska rödlistan är arten nationellt utdöd i Sverige. . Arten har tidigare förekommit i Götaland men är numera lokalt utdöd. Artens livsmiljö är naturmoskogar.